# Бойко Ігор Олександрович
Ігор Олександрович Бойко (нар. 30 червня 1961) — український композитор, гітарист і педагог. Засновник і беззмінний лідер групи «Ігор Бойко Бенд» (фанк, фьюжн, сучасний інструментальний джаз).

## Коротка біографія
Народився 30 червня 1961 року в м. Суми в родині радянських службовців. Інтерес до гітари, як до музичного інструменту, проявився у віці дев'яти років. Починав освоювати гітару самостійно, як і всі — на лавці у дворі, підглядаючи, як це роблять старші хлопці. Згодом удосконалював свій стиль, виступав як професіонал.

## Хронологія

### Становлення
- З 1975 року починає брати участь у різних ансамблях міста.
- У 1980 році стає гітаристом вокально-інструментального колективу «Обрій» при Сумській філармонії.
- 1981 — 1983 рр. — солдат строкової служби у м. Будапешті, в ансамблі пісні і танцю Південної групи військ Радянської Армії

### Досвід
- З 1983 по 1985 рр. працював у Будапешті, як вільнонайманий музикант. Виступав по всій Угорщині, не одноразово гастролював по Австрії.
- У 1984 році починає грати в джазових клубах Будапешта, впритул вивчаючи традиції світового джазу, а також етнічні особливості угорської та європейської музичних культур.
- У 1985 році повертається в Україну та вступає до музичного училища імені Глієра в Києві. Навчається по класу гітари у відомого джазового гітариста і педагога Володимира Олексійовича Молоткова.

### Майстерність
- У 1990 році переїздить до Москви. Працює в московському джаз-оркестрі «Сучасник» під управлінням Анатолія Кролла.
- У 1991 році знайомиться з відомим джазовим музикантом і вокалістом Сергієм Манукяном.

В 1992—1993 рр. працює в Амстердамі, виступаючи відразу у декількох музичних проектах з музикантами різних національностей і культур. Неодноразові виступи на «Radio — Amsterdam», і на Європейських джазових фестивалях. Співпраця з музикантами Америки і Європи.
- На формування музичного стилю Ігоря Бойка вплинула не манера якогось одного виконавця, а гітарні традиції різних музичних напрямків, таких як класика, джаз, блюз, джаз-рок, фанк. Ігор завжди був відкритий для всіх напрямків музики і ніколи не зациклювався на якомусь одному. Музика, яку виконує Ігор Бойко, складається зі сплаву всіх музичних напрямків перерахованих вище.
- Музичні критики назвали такий музичний сплав стилем ф'южн. Ігор зізнається, що не любить цей термін, але для того, щоб все ж таки визначити стиль, в якому грає, називає його джаз-ф'южн, віддаючи данину поваги чудовій джазовій школі гри на гітарі: «У мене, як у будь-якого професійного гітариста сформувався свій мелодичний і гармонічний словника, який я намагаюся постійно розширювати і це заняття нескінченне. Будь серйозно ставиться до музики людина відчуває те ж саме почуття: що чим більше ти знаєш, тим більше розумієш, що ти нічого не знаєш»
- [1]
- У 1993 році знову приїздить до Москви, де співпрацює з Сергієм Манукяном. Разом музиканти роблять турне по містах ближнього і дальнього зарубіжжя. Ігор бере участь у записі сольних альбомів Сергія Манукяна.[2]

…Коли я його зустрів уперше і почав з ним грати, зрозумів що це гітарист, який вміє грати на гітарі так як мені хочеться, і зовсім не тому що я довлю або намагаюся йому розповідати, як потрібно грати, він прекрасно відчуває партнера і сам це робить.
- 1995 рік — початок співпраці з журналом «Music Box»

У 1996 році — створення власної групи «Ігор Бойко Бенд», з якою Ігор концертує й донині. Паралельно з цим, музикант бере участь в гітарних шоу «Кращі гітаристи Росії», проведених фірмою «Music Box». В цьому ж році вийшла відеокасета одного з таких шоу під назвою «Washburn Days In Russia», що викликала широкий інтерес, як у гітаристів-професіоналів, так і простих любителів гітарної музики.
В цей же час, за опитуванням одного з найбільш компетентних російських музичних журналів — «Music Box», у рубриці «Підсумки року», в категорії електрична гітара — Ігор Бойко входить у трійку кращих гітаристів Росії.
- У 2001 році Ігор запросив до своєї групи Антона Горбунова (бас), Юрія Погибу (клавіші) і Сергія Остроумова (барабани)
- У 1997—2005 роках паралельно з сольною діяльністю Ігор починає працювати у складі групи Валерія Сюткіна. На той момент у Валерія проявився інтерес до «приджазованих» експериментів.

### Повернення до сольної кар'єри
Робота в «Сюткін і Ко» починає обтяжувати — через постійні гастролі Ігорю все частіше доводиться відмовлятися від власного проекту, а заодно і від запрошень просто пограти добротний джаз з різними музикантами. Сюткін, досхочу наекспериментувавшись, все частіше починає повертатися до «елвісообразним», твістовим та попсовим номерам.
- У 2005 році після відходу від Сюткіна, Ігор відновлює свою сольну кар'єру, знову зібравши «Ігор Бойко бенд»

…що стосується цього жанру (не знаю, як його назвати — джаз-рок, фьюжн — не в цьому справа. Давайте назвемо його просто сучасною інструментальною музикою — справа, їй богу, не в назві) — ось вам гурт Ігоря Бойка. І для мене ці музиканти сьогодні стоять в одному ряду з перерахованими вище напівбогами з того берега. Спробуйте мене переконати. А що стосується жанрів, то їх на світі всього два — хороша музика і скажемо, ніяка. Ця гарна".

- У 1999—2000 роуках співпраця з легендарною джаз-рок групою «Арсенал» п/у Олексія Козлова.

Грати сучасну музику ф'южн може тільки та людина, яка не просто вміє грати різну музику, але він відкритий до будь-якої музичної культури, що відрізняє від джазменів, блюзменів, рок музикантів і.т.п. Ігор виявився одним з них.

- 6 вересня 2008 року на день народження Народного артиста Росії Олексія Кузнєцова, в Будинку музики відбувся грандіозний концерт «Олексій Кузнєцов — півстоліття в джазі». Серед учасників — відомі вітчизняні джазмени, давні друзі та колеги музиканта: Ігор Бриль, Анатолій Кролл, Георгій Гаранян, Олексій Козлов, Ігор Бутман, Сергій Манукян, Ігор Бойко та багато інших.

У вересні 2008 року вийшов новий — шостий — сольний альбом «Іскри і Тіні», який відкрив новий етап у творчій кар'єрі музиканта.
Ось як описує альбом сам Ігор: «Готуючи альбом, я не намагався претендувати на новаторство, чи, тим паче, гнатися за модою. Мені хотілося акумулювати почуття і настрої, висловивши їх в мелодіях. І я готовий поділитися ними з оточуючими. Я не замислювався в якому стилі вийде мій диск: фанк або ф'южн, джаз або блюз, або ще щось. На інтуїтивному рівні я робив те, що близьке мені, що вважаю за потрібне. Я вдячний всім музикантам, які допомагали мені це здійснити. Дуже приємно, що вдалося зібрати не просто музикантів-професіоналів, а людей, близьких мені по духу із творчим сприйняттям музичного матеріалу».
Над альбомом працював інтернаціональний склад музикантів. Ритм-секцію представили заокеанські профі: басист Террі Тейлер і барабанщик Ронні Буррадж, який виконав вокальні партії. Музичні вимоги до клавішних інструментів були пред'явлені принципово різні, тому до роботи були залучені три різних музиканти. На роялі і електропіано «Rhodes» чудово зіграв Олексій Подимкін. Блискуче володіння органом «Hammond» продемонстрував Костянтин Гарячий з Білорусії. Майстерність на синтезаторах і «Hohner-D6 Clavinet» показав Володимир Прихожай з України. Особливий колорит у звучання альбому привніс Максим Некрасов — майстер гри на хроматичній губній гармоніці. Вишукані ритмічні «спеції» додав перкусіоніст Влад Окунєв. Брас-секцію представили трубач Олексій Батиченко і тромбоніст Олександр Мічурін. Все ж гітарні партії, природно, зіграв Ігор Бойко.
Альбом «Іскри і тіні» випущений у 2008 році російським лейблом «NuNote». Запис альбому проводилася в московських студіях «Наш час» (звукорежисер Денис Юрасов) і «Vintage-records studio» (звукорежисер Дмитро Куликов). Зведення диска зроблено Сергієм Большаковим на студії «Наш час», мастерінг зроблений Володимиром Овчинниковим на студії «Мосфільм». Продюсером альбому виступив Ігор Бойко.

### Педагогіка
- У 2005 році була відкрита авторська школа «Лабораторія професійної освіти для гітаристів».

## Про гітару
У Ігоря фірмова гітара «Fodera Boiko», яка здобула славу в гітарних колах Москви. Всім відомо, що з роками звукові властивості деревини тільки поліпшуються (для музиканта інструмент — це дуже важливе питання). Деколи в пошуку інструменту проходить все життя. В Америці Ігор познайомився з найвідомішим майстром з виробництва бас-гітар — Вінсентом Фодерой, на інструментах якого грають всі відомі басисти світу. Їх познайомив Вадим Медвідь, разом з яким Ігор навчався в Глієра, і який зараз є одним з провідних майстрів на фабриці Фодери.
Вінсент запитав: — «який інструмент ти шукаєш»? Ігор відповів, що хотів би хороший Telecaster. Той усміхнувся, пішов на склад, де зберігається деревина, і з-під шафи витягнув геть «убитий» корпус Telecaster'а весь у павутинні, і по краях заляпаний синьою фарбою. З'ясувалося, що хтось приніс йому цей корпус на реставрацію за 20 років до того, як в майстерні з'явився Ігор, але так і не прийшов за гітарою. Майстри підшукали Ігорю «божевільний» гриф, призвели корпус в порядок, поставили фурнітуру і датчики. Потім вони зателефонували давньому товаришу Ігоря — Майку Стерну і попросили його розписатися для нього на цій гітарі. А потім обробили гітару спеціальним фірмовим лаком Фодери, секрет якого відомий лише йому.

## Музиканти про Ігоря Бойка
- Анатолій Кролл — заслужений діяч мистецтв, композитор, аранжувальник, піаніст і педагог, керівник відомих біг-бендів:

«Ігор Бойко, з цим ім'ям я познайомився вперше в 1990-му році. У Москві, може бути в якійсь мірі і випадково, з'явився музикант з України, який потрапив до оркестру, яким я керував у той час. Я уявляю, наскільки йому складно було освоїти, завжди не просте московське життя, особливо коли це робиш вперше. Але коли людина це робить цілеспрямовано, коли людина талановита і у неї є всі необхідні якості для того, щоб зуміти себе самоствердити в такому непростому місті, яким є Москва — це відбувається. Я думаю, в повній мірі це відноситься і до Ігоря. Моє життя досить тісно пов'язане з діяльністю багатьох нині відомих музикантів, творчі біографії яких формувалися в нашій спільній роботі і в колі цих імен Ігор Бойко, займає своє, і я б сказав особливе місце. Не тому що ця людина особливо талановита, а тому що він володіє якимись своїми фірмовими людськими якостями…»
- Олексій Козлов — заслужений артист Росії, альт-саксофоніст, композитор, засновник легендарної групи «Арсенал».

«Початок 1999 року було часом, коли виник восьмий за рахунком склад ансамблю „Арсенал“. І коли я почав цей ансамбль відтворювати, я думав що виникнуть проблеми з музикантами, тому що джаз-рок і стилі ф'южн які виникли на межі шістдесятих і сімдесятих років, стали класичними і як будь-яка класика стали не доступними для широкої маси, вони стали елітарними. Ось я і сумнівався, чи знайду музикантів, які знають цю музику і вміють її грати. До моєї радості проблем не виникло, і знайшлися всі, хто мені був потрібен. Грати сучасну музику ф'южн може тільки та людина яка не просто вміє грати різну музику, але вона відкрита до будь-якої музичної культури, що відрізняє від джазменів, блюзменів, рок музикантів і.т.п. Ігор виявився одним з них. Мені не треба було його переконувати зіграти то класику, то фанк, то якусь джазову п'єсу або концептуальний фанкі-ф'южн. В той час коли Ігор працював в „Арсеналі“, у мене не було з ним ні яких проблем і я сподіваюся, що наша співпраця буде продовжуватися. Мені здається, Ігор Бойко зроюить свій вклад саме в справу розвитку в нашій країні стилю фанкі-ф'южн, стиль який, між іншим, у Росії виявився набагато популярнішим джазу» "
- Сергій Манукян — джазовий вокаліст, композитор.

«Коли я почав займатися музикою, перше на що почав звертати увагу, так це на те з ким я граю, і як відбувається процес взаєморозуміння на сцені, а також правильне розуміння музичного завдання. І ось одним з таких музикантів є Ігор. Коли я його зустрів уперше і почав з ним грати, зрозумів що це гітарист, який вміє грати на гітарі так як мені хочеться, і зовсім не тому що я довлю або намагаюся йому розповідати, як потрібно грати, він прекрасно відчуває партнера і сам це робить. Скільки я його знаю, безумовно, він росте і мудрішає як музикант, але одна незмінна якість у ньому є завжди — це дивовижне розуміння того, що я в цей момент хочу. У творчому середовищі є хороші музиканти, але дуже часто проблемні люди, примхливі і заявляють про себе у різних аспектах життя. Ми з Ігорем дуже багато гастролювали, відвідували різні фестивалі і просто їздили з концертами по нашій країні і як на сцені, так і в житті він намагається бути людиною ансамблевою. Я граю в абсолютно різних комбінаціях з музикантами, але коли мова йде про гітариста, я з великим задоволенням для себе запрошую Ігоря Бойка. Мені дуже приємно, що ми співпрацюємо вже багато років».

## Лабораторія
«Лабораторія професійної освіти для гітаристів» почала свою діяльність з січня 2005 року. Навчання проходить за оригінальною методикою, розробленою відомим гітаристом  Ігорем Бойком. Це — не якась абстрактна, а сама що ні на є професійно-практична студія.
Основна мета пропонованої методики Ігоря Бойка полягає в тому, щоб допомогти гітаристу розкрити себе шляхом скрупульозної поетапної роботи, що включає в себе, перш за все, відповідальний підхід до вивчення інструменту на основі постійної практики. Обсяг матеріалів, що вивчаються в Лабораторії, позастилевий, тобто доступний для застосування в абсолютно різних музичних напрямках. Основна дисципліна в Лабораторії — спеціальність, при цьому передбачено вивчення паралельних музичних дисциплін. Вікових, як і інших обмежень для навчання в Лабораторії, немає. Заочне навчання на сьогоднішній день не передбачено.

## Дискографія

### CD. Ігор Бойко
- 2012 — «Все може бути», Artbeatmusic, 2012
- 2012 — «Антологія» (збірник), Artbeatmusic, 2012
- 2008 — «Іскри і тіні», NUNOTE, WWWRECORDS, 2008
- 2007 — «Кращі балади» — збірка із серії «Кращі гітаристи СНД — Guitar masters». MR 2213-2, MOON Records, CD-07, Style: Guitar Music (Україна)
- 2006 — «Балади для двох» (збірник). "Romantic Melodies «Guitar For Two». NN-02CD/06, WWW-340CD/06
- 2005 — «5». «Five». (IB)
- 2003 — «Між рядків». «Between The Lines». Sintez distribution — Igor Boiko, 2003
- 2001 — «Клубний ноктюрн». «Club Nocturne». Live at «Forte» club. Landy Star LSCD 043-01 J14
- 1999 — «Час натхнення». «Time of inspiration». S&B recording Company SBCD 002-99
- 1997 — «Вирішилося несподівано легко». «Bob ' s Your Uncle». «Союз»/Prestige Records. MC, SZ 0771-97

| - 2006 — Валерій Сюткін. «Grand Collection» - 2002 — Валерій Сюткін. «Кращі пісні» - 2000 — Валерій Сюткін. «004» - 1998 — Валерій Сюткін. «Далеко не всі» - 2005 — «Wonderful World» - 2002 — «Good News From Moscow» - 1997 — «Секрети». Сергій Манукян - 2005 — «Ігор Бойко 93 — 99» - 2004 — «Ігор Бойко і друзі» - 2004 — «Шість струн Ігоря Бойка» - 2004 — «Igor Boiko Band — Live in Moscow» | - 2011 «Слідом за сонцем» Євгенія Браганцева та Ігор Бойко - 2010 «ТИ і Я» GuitarLady - 2001 Yuri Goloubev, «Toremar Island» - 1999 «Dinamo Kiev Orchestra», «Фонограф» - 1998 Олександр Басілая, «Казка про кохання» - 2006 — «NuNote Present NU ARTISTS» - 2005 — «Гітари Росії» - 2002 — «Guitar — Instrumental Collection» - 2002 — «Guitar — Instrumental Collection-2» - 2001 — «Гітаристи Росії» - 2001 — «Music of the light» Music collection - 2000 — «Arsenal — Live в клубі Форте» - 2000 — «Джаз, рок і мідні труби» |

## Публікації

### Навчальні посібники
- 2012 р. — «Мій метод. Блюз» (Видавець «WWW.RECORDS»)
- 2011 р. — «Мій метод» друге видання (Видавець «WWW.RECORDS»)
- 2002 р. — «Мій метод». (Видавець «Хобі-Центр»)
- 2001 р. — «Прогресивний метод імпровізації». ISBN 5-93477-013-6
- 2001 р. — «Пентатоніка і її виразні можливості». ISBN 5-93477-018-7
- 2000 р. — «Допоміжні ноти та відхилення в імпровізації». (Видавець «Хобі-Центр»)
- 2000 р. — «Основи акордової техніки». ISBN 5-93477-008-X

### Майстер-класи, статті
- журнал «Music Box».